# 航海家高地
航海家高地是矮行星冥王星上的一個地區，位於維京高地和湯博區的北邊，先鋒高地西邊，是新視野號太空船在2015年發現的。他的名字來自第一次讓太空船探測天王星、海王星並深入星際空間的航海家計畫。